# Englands administrativa indelning
Englands administrativa indelning är basen för regional och lokal förvaltning i England. Indelningsstrukturen är inte likformig över hela England, utan skiljer sig åt beroende på typ av område. På den nivå som närmast kan jämföras med kommuner i Sverige och Finland finns 296 administrativa områden (London Boroughs, storstadsdistrikt, enhetskommuner och distrikt).

## Regioner
England är indelat i nio regioner. Mellan 1994 och 2011 hade regionerna vissa administrativa uppgifter och benämndes government office regions. Sedan 2011 används regionerna endast som en nivå i statistik.

## Ceremoniella grevskap
England är indelat i 48 ceremoniella grevskap. Ett ceremoniellt grevskap har inga administrativa funktioner. För varje grevskap finns en lordlöjtnant utsedd. Det är den brittiska monarkens personliga representant i grevskapet och är en hedersbefattning som vanligtvis tilldelas en pensionerad framstående person. Indelningen är fastställd i Lieutenancies Act 1997 och varje ceremoniellt grevskap består av ett eller flera administrativa områden.  Då indelningen i ceremoniella grevskap är heltäckande för hela England och den till viss del baseras på äldre indelningar så används den ofta som en geografisk referensram.
I många fall har det ceremoniella grevskapet och det administrativa grevskapet/enhetskommunen samma namn, även om det administrativa grevskapet/enhetskommunen endast omfattar en del av det ceremoniella grevskapet.

## Kommunal förvaltning

### London
Större delen av den lokala förvaltningen i Storlondon (Greater London) utförs av de 33 kommunerna (32 London boroughs samt City of London). Det finns dock en gemensam myndighet, Greater London Authority, under ledning av en direktvald borgmästare som bland annat ansvarar för kollektivtrafik, polisen, ekonomisk utveckling samt brand- och beredskapsplanering.

### Storstadsområden förutom London
I storstadsområdena West Midlands, Greater Manchester, Merseyside, South Yorkshire, West Yorkshire och Tyne and Wear skapades 1974 en struktur med två nivåer, dels ett storstadslän per område, dels ett antal storstadsdistrikt inom varje län.  1986 avskaffades den lokala förvaltningen på länsnivå och all lokal förvaltning sköts därefter av storstadsdistrikten. I dagsläget (2024) så ingår alla storstadsdistrikt i kommunalförbund (combined authorities) för samverkan mellan närliggande distrikt. Denna typ av kommunalförbund kan även förekomna utanför storstadsområdena. 
Vart och ett av de sex storstadslänen, metropolitan county, utgör idag ett ceremoniellt grevskap och har inga administrativa funktioner, men används som en nivå i statistik.
Storstadsdistrikten (metropolitan borough eller metropolitan district) ansvarar sedan 1986 för all lokal förvaltning inom distriktets område. Det finns för närvarande (2024) 36 storstadsdistrikt i England.

### Övriga delar av England
I resten av England, det vill säga utanför London och de sex storstadsområdena, finns två olika strukturer för lokal förvaltning. 
Local Government Act 1972 som trädde i kraft 1974 delade in resten av England i 39 non-metropolitan counties (administrativa grevskap) som i sin tur delas in i ett antal non-metropolitan districts (distrikt). Ansvaret för den lokala förvaltningen delades upp mellan de administrativa grevskapen och distrikten. I stora delar av England har dock systemet med två nivåer för lokal förvaltning avskaffats och en organisation, unitary authority (enhetskommun), ansvarar för all lokal förvaltning. 
Per 1 april 2023 finns det 63 enhetskommuner i England och 21 administrativa grevskap. De senare är i sin tur indelade i totalt 164 distrikt.

## Valkretsar
Valkretsar (electoral wards, i vissa delar av landet electoral divisions) är basen vid allmänna val till distrikt, enhetskommuner och London boroughs. I maj 2022 hade England 6 904 valkretsar för lokala val. Vid val till administrativa grevskap (counties) så tillämpas en annan indelning, även dessa valkretsar kallas electoral divisions. I maj 2022 hade England 1 575 valkretsar för val till administrativa grevskap.

## Civil parishes
Civil parishes har mycket begränsade kommunala funktioner och är den lägsta administrativa nivån. Civil parishes förekommer normalt inte i större städer utan dessa är så kallade unparished areas (”områden utan civil parish”). Det fanns 10 480 civil parishes i England den 1 april 2022.